# Brun lövsvampbagge
Brun lövsvampbagge (Tetratoma desmarestii) är en skalbaggsart som beskrevs av Pierre André Latreille 1807. Brun lövsvampbagge ingår i släktet Tetratoma, och familjen skinnsvampbaggar. Enligt den svenska rödlistan är arten sårbar i Sverige. Arten förekommer i Götaland. Artens livsmiljö är skogslandskap, jordbrukslandskap.